# أليش أسبرجارو
أليش أسبرجارو (بالإسبانية: Aleix Espargaró)‏ مواليد 30 يوليو 1989 في جرانوليريس، برشلونة، إسبانيا، هو متسابق دراجات نارية إسباني. نافس في سباقات بطولة العالم لفئة 250 سي سي ولفئة 125 سي سي ولفئة 50 سي سي. كما شارك في بطولة العالم للموتو جي بي.

## روابط خارجية
- أليش أسبرجارو على موقع MotoGP.com (الإنجليزية)
- أليش أسبرجارو على موقع AS.com (الإسبانية)